# قلعه چاه افضل
قلعه چاه افضل مربوط به اواخر دوره صفوی است و در شهرستان اردکان، بخش مرکزی، روستای چاه افضل واقع شده و این اثر در تاریخ ۱۶ شهریور ۱۳۸۳ با شمارهٔ ثبت ۱۱۰۷۰ به‌عنوان یکی از آثار ملی ایران به ثبت رسیده است.